# Behind Your Touch
Behind Your Touch (힙하게?, HiphageLR; lett. "Alla moda") è una serie televisiva sudcoreana trasmessa su JTBC dal 12 agosto al 1º ottobre 2023. Internazionalmente è stata distribuita da Netflix.

## Trama
Bong Ye-bun, una veterinaria con poteri psicometrici, e Moon Jang-yeol, un detective passionale, vengono coinvolti in una pericolosa indagine criminale mentre risolvono altri casi minori nel paesino di Mujin.

## Personaggi e interpreti
- Bong Ye-bun, interpretata da Han Ji-min
- Moon Jang-yeol, interpretato da Lee Min-ki
- Kim Seon-woo, interpretato da Suho
- Bae Ok-hee, interpretato da Joo Min-kyung

## Produzione
Le riprese si sono concluse il 20 febbraio 2023.

## Riconoscimenti
- Baeksang Arts Award[4]
  - 2024 – Candidatura Miglior attrice di supporto a Joo Min-kyung